# Cosmic Girls
WJSN hay Cosmic Girls (tiếng Hàn: 우주소녀; Romaja: Ujusonyeo; Hán-Việt: Vũ trụ thiếu nữ) là một nhóm nhạc nữ Hàn Quốc do công ty Starship Entertainment và Yuehua Entertainment hợp tác thành lập và quản lý ra mắt vào năm 2016. Đội hình ban đầu gồm 13 thành viên bao gồm 10 thành viên người Hàn Quốc, 3 thành viên người Trung Quốc. 10 thành viên người Hàn Quốc đều thuộc sự quản lý của Starship Entertainment: SeolA, Bona, Exy, Soobin, Luda, Dawon, Eunseo, Yeoreum, Dayoung và Yeonjung - 3 thành viên người Trung thuộc sự quản lý của YueHua Entertainment: Xuanyi, MeiQi, ChengXiao. Hiện tại nhóm đang hoạt động 10 thành viên Hàn Quốc. Từ năm 2018 đến 2023, 3 thành viên người Trung Quốc là: Xuan Yi, Mei Qi, Cheng Xiao tạm ngưng hoạt động nhóm, cả 3 chủ yếu hoạt động ở Trung Quốc. Bắt đầu từ cuối năm 2018 đến nay nhóm chỉ comeback với đội hình 10 thành viên người Hàn Quốc, và 3 thành viên người Trung Quốc thì vẫn tập trung hoạt động tại quê nhà. 
Ngày 3 tháng 3 năm 2023, Starship Entertainment ra thông báo kết thúc hợp đồng với 3 thành viên người Trung Quốc (Xuanyi, MeiQi, ChengXiao), đồng thời Luda và Dawon rời công ty sau 7 năm gắn bó (phía công ty ở thời điểm đó vẫn chưa xác nhận được việc Luda và Dawon sẽ hoạt động cùng nhóm ở tương lai).
Ngày 13 tháng 3 năm 2023, do có lịch trình cá nhân ở buổi phát sóng trực tiếp khi Soobin nhận được câu hỏi về việc đội hình của nhóm, cậu ấy đã không chút do dự trả lời về việc nhóm vẫn sẽ duy trì hoạt động 10 thành viên (bao gồm cả Luda và Dawon đã rời công ty). Không lâu sau đó phía Starship Euntertainment cũng lên thông báo rằng Luda và Dawon không rời nhóm WJSN mặc dù hợp đồng độc quyền đã kết thúc, vì vậy WJSN vẫn giữ nguyên đội hình 10 thành viên ở hiện tại.

## Ý nghĩa tên gọi, fandom
Vì vũ trụ vượt thời gian và không gian, họ muốn để hoạt động như thế này và là nhóm nhạc nữ tốt nhất của mọi thời đại. Ngoài ra, vũ trụ không có trung tâm vì vậy bất kỳ thành viên nào cũng có thể là trung tâm của nhóm.
Ngày 11 tháng 1 năm 2017, Starship Entertainment công bố tên fandom chính thức của nhóm là Ujung (Hangul: 우정, tiếng Việt: tình bạn) rút ngắn từ Ujujeonggeojang (Hangul: 우주 정거장, tiếng Việt: trạm không gian).

## Lịch sử

### Trước khi ra mắt
- Trình Tiêu đã từng được nhân viên JYP mời gọi về công ty nhưng cô đã từ chối.
- Bona đã từng là thực tập sinh của Cube trong 6 năm.
- Eunseo đã từng là thực tập sinh của Pledis.

Thành viên đầu tiên của Cosmic Girls được giới thiệu là SeolA với vai trò diễn viên nữ chính trong MV "Janus" của Boyfriend. Thành viên thứ hai là EXY đã được ra mắt công chúng trong cuộc thi rap "Unpretty Rapstar 2" tại Hàn Quốc. Thành viên Eunseo đã xuất hiện trong video âm nhạc "Rush" của Monsta X. Trước đó, Dayoung cũng đã ra mắt trong cuộc khảo sát thử giọng "K-Pop Star 1".
Ngày 1 tháng 12 năm 2015, Starship Entertainment bắt đầu phát hành các thông tin về các nhóm nhạc nữ mới thông qua nhiều nền tảng truyền thông xã hội, cụ thể là Twitter và Instagram, với hình ảnh của một hành tinh và trái tim nằm ở giữa. Ngày 2 Tháng 12, Starship Entertainment tiếp tục "trêu chọc" bằng cách đăng tải một bức ảnh teaser với nội dung y hệt. Tấm ảnh "trêu ghẹo" này đã trở thành logo chính thức của Cosmic Girls.
Ngày 3 tháng 12 năm 2015, một bức ảnh của các thành viên nhóm nhạc nữ mới được đăng trên Twitter chính thức của Starship cùng với chú thích "Debut! Coming Soon!".
Ngày 10 tháng 12 năm 2015, Cosmic Girls được chia thành 4 nhóm nhỏ:
- Wonder gồm Cheng Xiao, Bona, Dayoung[2].
- Joy gồm Xuan Yi, Eunseo, Yeoreum[3].
- Sweet gồm SeolA, Exy, Soobin.
- Natural là nhóm nhỏ cuối cùng được giới thiệu gồm: Luda, Dawon, Mei Qi (sau đó Yeonjung được thêm vào)

Ngày 21 tháng 12 năm 2015, nhóm phát hành một bìa Giáng sinh "All I Want For Christmas Is You" của Mariah Carey thông qua kênh JUSE của YouTube. Video được thực hiện với tám thành viên đã tiết lộ trước công chúng: Cheng Xiao, Bona, Dayoung, Eunseo, SeolA, Exy, MeiQi và Dawon.
Ngày 2 tháng 1 năm 2016, Dawon, Cheng Xiao, XuanYi, Exy và Eunseo làm khách mời trong video âm nhạc năm mới của UNIQ.
Này 10 tháng 1 năm 2016, Starship Entertainment bắt đầu phát hành "Play-File" teaser của các thành viên.
Ngày 20 tháng 1 năm 2016, SeolA, Exy, Bona, Eunseo, XuanYi, và Cheng Xiao đã có buổi chụp hình đầu tiên của họ cho Cosmopolitan Hàn Quốc, được phát hành vào tháng 2 với tựa đề "Next Body Icon, Cosmic Girls!".

### 2016: Ra mắt vớiWould You Like?, bổ sung thành viên, dự án Y-Teen vàThe Secret

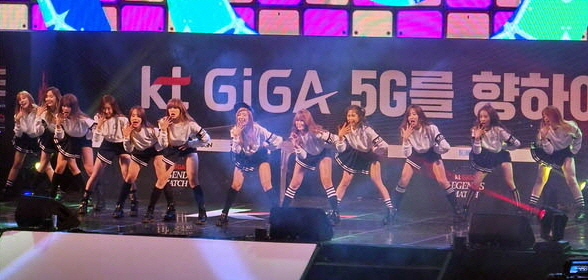
Cosmic Girls biểu diễn "Mo Mo Mo" với 12 thành viên đầu tiên

Cosmic Girls ra mắt chính thức với MV đầu tay "MoMoMo" vào ngày 25 tháng 2 năm 2016 sau đó, họ cho ra mắt ca khúc tiếp theo trong album WOULD YOU LIKE?, "Catch Me".
Ngày 11 tháng 7, nhóm bổ sung thành viên thứ 13 là Yoo Yeon Jung. Yeonjung từng tham gia chương trình Produce 101 do Mnet tổ chức. Cô xếp thứ 11 chung cuộc và được ra mắt với nhóm nhạc nữ I.O.I.
Ngày 3 tháng 8, Starship Entertainment công bố một nhóm nhạc dự án bao gồm cả nam lẫn nữ có tên là Y-Teen, nhóm bao gồm 7 thành viên của Monsta X và 7 thành viên của Cosmic Girls: EXY, Cheng Xiao, SeolA, Yeoreum, Soobin, Dayoung, Eunseo.
Mini album thứ hai của nhóm là THE SECRET đã chính thức ra mắt vào ngày 17 tháng 8. Cũng trong ngày này, vào 13 giờ (KST) nhóm đã tổ chức một media showcase và Yeonjung - thành viên mới cũng chính thức ra mắt cùng nhóm trong lần comeback này.
Ngày 14 tháng 12, Starship phát hành 2 hình ảnh teaser trên trang web chính thức của nhóm.
Ngày 18 tháng 12, Cosmic Girls công bố nhóm sẽ phát hành album tiếp theo From.WJSN và một video cho ca khúc chủ đề "I Wish" vào nửa đêm ngày 3 tháng 1 và tổ chức một showcase cùng ngày.
Ngày 19 tháng 12 họ đã phát hành bốn hình ảnh teaser của cả nhóm. Sau đó, ngày 21 tháng 12, những teaser cá nhân của từng thành viên được công bố. Ngày 28 tháng 12, nhóm đã phát hành video teaser cho ca khúc chủ đề "I Wish", trong đó các cô gái xuất hiện trong một phiên bản hoàn hảo của game "mannequin challenge". Sau đó, Starship đã thông báo rằng Cosmic Girls sẽ comeback muộn hơn một ngày.

### 2017:From. WJSN, concert đầu tiênWould you like?vàHappy Moment

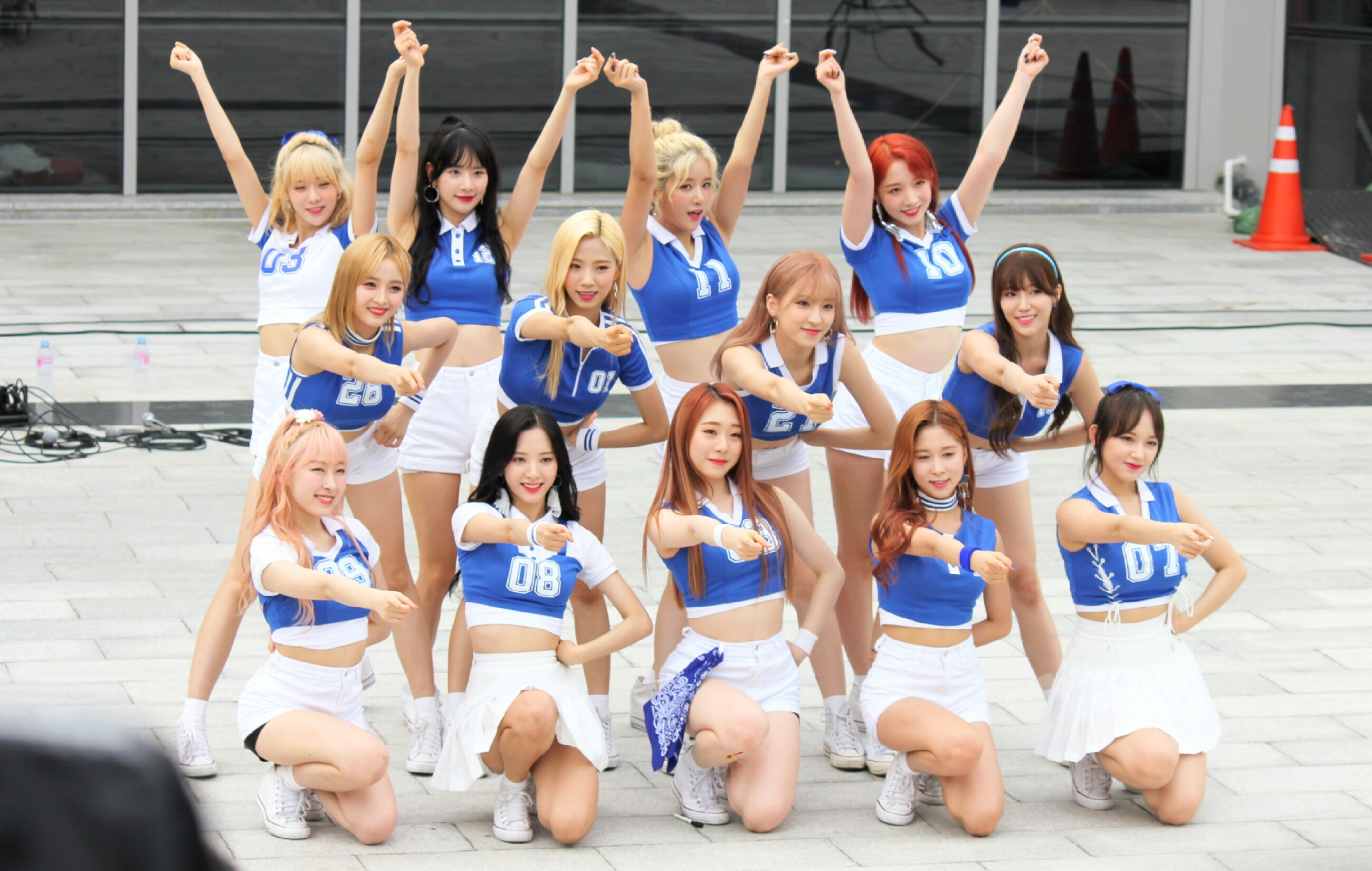
Cosmic Girls biểu diễn "Happy" vào ngày 16 tháng 7 năm 2017

Ngày 4 tháng 1, nhóm phát hành mini album thứ 3 mang tên From.WJSN gồm 6 ca khúc, gồm một video âm nhạc cho ca khúc chủ đề "I Wish", video mang màu sắc tươi sáng lấy cảm hứng từ hình ảnh, cho thấy các thành viên đang có một chuyến phiêu lưu.
Cosmic Girls đã tổ chức buổi hòa nhạc đầu tiên của nhóm vào ngày 19 và 20 tháng 5 tại sảnh Blue Square Samsung Card ở Seoul.
Truyền thông tại Trung Quốc thông báo rằng nhóm sẽ trở lại vào ngày 7 tháng 6 với album phòng thu đầu tiên Happy Moment và ca khúc chủ đề "Happy" do "Black Eyed Pilseung" sáng tác.
Ngày 14 tháng 7, nhóm phát hành video âm nhạc cho đĩa đơn đầu tiên mang tên "Kiss Me".

### 2018:Dream Your Dream, WJ PLEASE?
Ngày 27 tháng 2, Cosmic Girls phát hành mini album thứ tư của nhóm có tựa đề Dream Your Dream bao gồm 6 bài hát trong đó có đĩa đơn "Dreams Come True". Họ cũng tổ chức một buổi biểu diễn tại Yes24 Live Hall cùng ngày.
Trở lại lần này, nhóm chia thành 3 nhóm nhỏ:
에뉩니온 (ενυπνιον, người mơ): bao gồm SeolA, Bona, Luda, Dawon và Mei Qi
아귀르떼스 (αγυρτης, người sưu tầm những giấc mơ): bao gồm Xuan Yi, EXY, Soobin, Eunseo (được thêm sau đó vào ngày 9 tháng 9) và Cheng Xiao
포레우스 (φορευς, người biến giấc mơ thành sự thật): bao gồm Eunseo (đã rời vào ngày 9 tháng 9), Yeoreum, Dayoung, Yeonjung
Ngày 1 tháng 6, Cosmic Girls và Weki Meki đã thành lập một nhóm nhạc dự án có tên WJMK và phát hành đĩa đơn kĩ thuật số "Strong".
Nửa đầu năm 2018, hai thành viên người Trung Quốc là Meiqi và Xuanyi tham gia phiên bản Trung của chương trình thực tế sống còn Produce 101. Trong tập chung kết, Meiqi đứng vị trí thứ nhất và Xuanyi xếp thứ hai, đồng thời trở thành thành viên của nhóm nhạc nữ Hỏa tiễn thiếu nữ 101. Chỉ vài tuần sau đó, do mâu thuẫn về lịch trình của hai thành viên, Yuehua Entertainment đã rút Xuanyi và Meiqi khỏi dự án Hỏa tiễn thiếu nữ 101 làm nhóm chưa ra mắt đã đứng trên bờ vực tan rã và có nguy cơ tất cả các thành viên người Trung Quốc của WJSN thuộc Yuehua bị Đằng Tấn cảnh cáo sẽ hoạt động không yên ở thị trường Trung Quốc bao gồm cả thành viên đang lên là Cheng Xiao. Tuy nhiên sau đó do thảo luận hợp đồng lại nên Meiqi và Xuanyi vẫn được ra mắt cùng Hỏa tiễn thiếu nữ 101.
Ngày 3 tháng 9, Cosmic Girls xác nhận comeback vào ngày 19 tháng 9 với album thứ hai mang tên "WJ PLEASE?". Ba thành viên người Trung Quốc gồm Meiqi, Xuanyi và Cheng Xiao sẽ vắng mặt trong đợt quảng bá này cùng nhóm do vướng lịch trình bên Trung Quốc.
Ngày 2 tháng 10, Cosmic Girls có chiến thắng đầu tiên trong sự nghiệp với ca khúc SAVE ME, SAVE YOU trên SBS MTV "The Show".

### 2019:WJ STAY?, concert thứ hai, For the Summer, và As You Wish
Ngày 25 tháng 12, Cosmic Girls xác nhận comeback vào ngày 8 tháng 1 với mini album mang tên "WJ STAY?" và ca khúc chủ đề ''La La Love''. Ba thành viên người Trung Quốc gồm Meiqi, Xuanyi và Cheng Xiao sẽ tiếp tục vắng mặt trong đợt quảng bá này cùng nhóm do vướng lịch trình bên Trung Quốc.
Cosmic Girls đã tổ chức buổi hòa nhạc solo thứ hai của họ, "Will You stay - Secret Box", từ ngày 2-3 tháng 3 tại Hội trường tiếp thị Blue Square.
Cosmic Girls đã phát hành album đặc biệt cho mùa hè vào ngày 4 tháng 6 năm 2019, bao gồm năm bài hát trong đó có đĩa đơn "Boogie Up".
Vào tháng 8 năm 2019, Cosmic Girls đã tổ chức tour diễn đầu tiên của họ mang tên WJSN 1st Mini Live 2019 "Would You Like?" tại Zepp Tour Nhật Bản, bắt đầu từ ngày 17 tháng 8 tại Zepp DiverCity ở Tokyo.
Cosmic Girls đã phát hành mini album thứ bảy ''As You Wish'' vào ngày 19 tháng 11 năm 2019, bao gồm bảy bài hát với ca khúc chủ đề cùng tên.

### 2020: Concert thứ ba,Neverlandvà sub-unit đầu tiên
Vào năm 2020, Cosmic Girls đã tổ chức buổi hòa nhạc thứ ba của họ mang tên WJSN Concert "Obliviate", bắt đầu từ ngày 22 tháng 2 năm 2020 tại Hội trường Olympic ở Seoul, Hàn Quốc và kết thúc vào ngày 22 tháng 3 năm 2020 tại Toyosu PIT ở Tokyo, Nhật Bản.
Cosmic Girls đã phát hành mini album thứ tám ''Neverland'' vào ngày 9 tháng 6 năm 2020 với ca khúc chủ đề ''Butterfly''.
Vào ngày 23 tháng 9 năm 2020, Cosmic Girls công bố thành lập sub-unit mới mang tên WJSN Chocome, với các thành viên Soobin, Luda, Yeoreum và Dayoung. Nhóm đã phát hành single album đầu tay Hmph!, và ca khúc chủ đề cùng tên vào ngày 7 tháng 10 năm 2020.

### 2021:Unnatural
Vào ngày 8 tháng 3, Cosmic Girls thông báo rằng họ sẽ trở lại vào cuối tháng 3. Sau đó, họ thông báo rằng sẽ trở lại với mini album thứ chín "Unnatural" vào ngày 31 tháng 3.
Starship đã xác nhận unit thứ hai của WJSN mang tên WJSN The Black gồm 4 thành viên: Seola,Bona,Exy,Eunseo.Nhóm sẽ ra mắt vào ngày 12 tháng 5 với single album "My Attitude" với ca khúc chủ đề "EASY".
Vào ngày 23 tháng 9 năm 2021, WJSN phát hành đĩa đơn quảng cáo "Let Me In" thông qua Universe Music cho ứng dụng di động Universe. 

### 2022: Tham gia và giành chiến thắng tại QUEENDOM 2, comeback vớiSequence
Vào ngày 5 tháng 1 năm 2022, WJSN Chocome phát hành album đĩa đơn thứ hai Super Yuppers!. Vào ngày 21 tháng 2 năm 2022, có thông tin xác nhận rằng WJSN sẽ tham gia mùa thứ hai của chương trình cạnh tranh Mnet Queendom, diễn ra từ tháng 3 đến tháng 6 năm 2022.  Dawon không tham gia chương trình, trong khi Bona tham gia vòng thứ ba do xung đột lịch trình với bộ phim truyền hình Twenty-Five Twenty-One của cô ấy. WJSN được công bố là người chiến thắng Queendom 2 tại đêm chung kết trực tiếp vào ngày 2 tháng 6. 
Vào ngày 6 tháng 5, Starship Entertainment thông báo nhóm sẽ tổ chức chuyến lưu diễn thứ tư, mang tên '2022 WJSN Concert Wonderland' tại Olympic Hall vào ngày 11 và 12 tháng 6. Sau chiến thắng của họ trên Queendom 2, có thông báo rằng WJSN sẽ trở lại vào ngày 5 tháng 7 với album đơn đặc biệt Sequence, với ca khúc chủ đề " Last Sequence ". Vào ngày 18 tháng 11 năm 2022, Starship Entertainment thông báo về buổi hòa nhạc dành cho người hâm mộ '2023 WJSN Fan-Con Codename: Ujung' diễn ra vào ngày 7 và 8 tháng 1 năm 2023.

### 2023: Sự rời nhóm của một số thành viên
Vào ngày 3 tháng 3 năm 2023, Starship Entertainment thông báo rằng Xuanyi, Cheng Xiao và Meiqi đã rời WJSN sau khi hết hạn hợp đồng. Trong cùng một thông báo, cũng có thông báo rằng Luda và Dawon đã chọn không gia hạn hợp đồng, nhưng không nói rõ liệu họ có ở lại nhóm hay không. Vào ngày 13 tháng 3 năm 2023, Soobin làm rõ rằng Luda và Dawon vẫn chưa rời WJSN, sau đó là tuyên bố chính thức của Starship Entertainment chứng minh thông tin. 

## Thành viên
| Nghệ danh           | Nghệ danh | Tên khai sinh | Tên khai sinh | Tên khai sinh | Tên khai sinh   | Vai trò                               | Ngày sinh                  | Nơi sinh                           | UNIT           | Quốc tịch  |
| Latinh              | Hangul    | Latinh        | Hangul        | Hanja         | Hán-Việt        | Vai trò                               | Ngày sinh                  | Nơi sinh                           | UNIT           | Quốc tịch  |
| Thành viên hiện tại |           |               |               |               |                 |                                       |                            |                                    |                |            |
| SeolA               | 설아      | Kim Hyunjung  | 김현정        | 金炫貞        | Kim Huyễn Trinh | Lead Vocalist                         | 24 tháng 12, 1994          | Seoul, Hàn Quốc                    | WJSN THE BlACK | Hàn Quốc   |
| Bona                | 보나      | Kim Jiyeon    | 김지연        | 金知妍        | Kim Tri Nghiên  | Lead Dancer, Sub Vocalist, Center     | 19 tháng 8, 1995           | Daegu, Hàn Quốc                    | WJSN THE BlACK | Hàn Quốc   |
| Exy                 | 엑시      | Chu Sojung    | 추소정        | 秋昭貞        | Thu Chiêu Trinh | Main Rapper, Leader                   | 6 tháng 11, 1995           | Geumjeonggu, Busan, Hàn Quốc       | WJSN THE BlACK | Hàn Quốc   |
| Soobin              | 수빈      | Park Soobin   | 박수빈        | 朴秀彬        | Phác Tú Bân     | Main Vocalist                         | 14 tháng 9, 1996           | Seoul, Hàn Quốc                    | WJSN CHOCOME   | Hàn Quốc   |
| Luda                | 루다      | Lee Luda      | 이루다        | 李루다        | Lý Chế Tác      | Sub Vocalist                          | 6 tháng 2, 1997            | Seoul, Hàn Quốc                    | WJSN CHOCOME   | Hàn Quốc   |
| Dawon               | 다원      | Nam Dawon     | 남다원        | 南多願        | Nam Đa Nguyện   | Main Vocalist                         | 27 tháng 5, 1997           | Seoul, Hàn Quốc                    |                | Hàn Quốc   |
| Eunseo              | 은서      | Son Juyeon    | 손주연        | 孫留延        | Tôn Châu Duyên  | Lead Dancer, Sub Vocalist             | 27 tháng 5, 1998 (24 tuổi) | Seoul, Hàn Quốc                    | WJSN THE BLACK | Hàn Quốc   |
| Yeoreum             | 여름      | Lee Yeoreum   | 이여름        | 李여름        | Lý Hạ Thiên     | Main Dancer, Sub Vocalist, Sub Rapper | 10 tháng 1, 1999           | Seoul, Hàn Quốc                    | WJSN CHOCOME   | Hàn Quốc   |
| Dayoung             | 다영      | Im Dayoung    | 임다영        | 林多榮        | Lâm Đa Vinh     | Lead Vocalist                         | 14 tháng 5, 1999           | Jeju, Hàn Quốc                     | WJSN CHOCOME   | Hàn Quốc   |
| Yeonjung            | 연정      | Yoo Yeonjeong | 유연정        | 俞延靜        | Du Duyên Tĩnh   | Main Vocalist, Maknae                 | 3 tháng 8, 1999            | Gwangmyung, Gyeonggido, Hàn Quốc   |                | Hàn Quốc   |
| Cựu thành viên      |           |               |               |               |                 |                                       |                            |                                    |                |            |
| Xuanyi              | 선의      | Wú Xuānyí     | 우쉬안이      | 吴宣仪        | Ngô Tuyên Nghi  | Lead Dancer, Sub Vocalist             | 26 tháng 1, 1995           | Hải Nam, Trung Quốc                |                | Trung Quốc |
| Chengxiao           | 성소      | Chéng Xiāo    | 청샤오        | 程潇          | Trình Tiêu      | Main Dancer, Sub Vocalist             | 15 tháng 7, 1998           | Thâm Quyến, Quảng Đông, Trung Quốc |                | Trung Quốc |
| Meiqi               | 미기      | Mèng Měiqí    | 멍메이치      | 孟美岐        | Mạnh Mỹ Kỳ      | Main Dancer, Sub Vocalist             | 15 tháng 10, 1998          | Lạc Dương, Trung Quốc              |                | Trung Quốc |

Chú thích: Yeonjung - thành viên mới được thêm vào nhóm nên thông tin về việc cô thuộc nhóm nhỏ nào vẫn chưa được Starship xác nhận, tuy nhiên các thành viên khác nói rằng cô thuộc Natural.
Ngoài ra Yeoreum đã đổi tên thật hợp pháp sang Lee Yeoreum bởi vì cô không thích tên Jinsook của mình. Và Yeoreum đã xác nhận trên Universe rằng cô đã lên vị trí Main Dancer của nhóm cũng như Eunseo lên vị trí Lead Dancer.

## Danh sách đĩa nhạc
- Happy Moment (2017)

## Chương trình thực tế
| Năm  | Tên                              | Kênh    | Thành viên    | Chú thích                                          |
| 2015 | Unpretty Rapstar 2               | Mnet    | Exy           | Thí sinh (Tập 6-8)                                 |
| 2016 | Produce 101                      | Mnet    | Yeonjung      | Thí sinh                                           |
| 2016 | Stand-by I.O.I                   | Mnet    | Yeonjung      | Với tư cách thành viên của I.O.I                   |
| 2016 | Girl Spirit                      | JTBC    | Dawon         | Thí sinh                                           |
| 2016 | Would You Like Girls             | Mnet    | Cả nhóm       | Yeonjung tham gia vào tập cuối                     |
| 2017 | Outrageous Roommates             | MBC     | Cả nhóm       | Trang chủ chia sẻ khái niệm với đầu bếp Oh Se-deuk |
| 2017 | WJSN TV                          | JTBC    | Cả nhóm       | Phát sóng trực tiếp vào tháng 11 năm 2017          |
| 2017 | King of Mask Singer              | MBC     | Yeonjung      | Thí sinh                                           |
| 2018 | Idol Producer                    | IQiyi   | Chengxiao     | Mentor                                             |
| 2018 | Sáng Tạo 101 (Produce 101 China) | Tencent | Xuanyi, Meiqi | Thí sinh                                           |
| 2018 | King of Mask Singer              | MBC     | Seola         | Thí sinh                                           |
| 2018 | Luật rừng                        | SBS     | Bona          | Tập 346                                            |
| 2019 | Sáng tạo doanh 2019              | Tencent | Meiqi         | Khách mời tập 5                                    |
| 2019 | Sáng tạo doanh 2019              | Tencent | Xuanyi, Meiqi | Khách mời tập cuối                                 |
| 2019 | Running Man                      | SBS     | Bona          | Tập 445                                            |

## Chương trình truyền hình
| Năm  | Tên chương trình                      | Kênh         | Thành viên                                              | Ghi chú |
| 2016 | Talents For Sale                      | KBS2, V LIVE | Yeonjung                                                | Khách mời đặc biệt, biểu diễn bài "PICK ME", ngày 24/4 trên V LIVE, phát sóng tập 1 ngày 6/5 và tập 2 ngày 13/5 trên kênh KBS2                  |
| 2016 | Two Yoo Project — Sugarman            | JTBC         | Yeonjung                                                | Khách mời tập 28 ngày 26/4 cùng với Jessi và Hanhae (한해), biểu diễn bài "엉덩이" (Hip Song) của "바나나걸" (Banana Girl) và giành chiến thắng |
| 2016 | Knowing Bros                          | JTBC         | Yeonjung                                                | Host chính tập 23 ngày 7/5 |
| 2016 | Battle Trip                           | KBS2         | Yeonjung                                                | Khách mời tập 4 ngày 7/5 |
| 2016 | SNL Korea Season 7                    | tvN          | Yeonjung                                                | Host chính tập 150 ngày 7/5 |
| 2016 | Good Morning                          | KBS2         | Yeonjung                                                | Khách mời tập 14 ngày 12/5, biểu diễn bài "Dream Girls"                                                                                         |
| 2016 | Sisters' Slam Dunk                    | KBS2         | Yeonjung                                                | Khách mời tập 6 ngày 13/5 |
| 2016 | With You Season 2 — The Greatest Love | JTBC         | Yeonjung                                                | Khách mời tập 55 ngày 17/5 và tập 56 ngày 24/5                                                                                                  |
| 2016 | Music Video Bank Stardust Season 2    | KBS2         | Yeonjung                                                | Khách mời tập 45 ngày 18/5, corner "M/V Chart 7" và "Hot Debut"                                                                                 |
| 2016 | Music Video Bank Stardust Season 2    | KBS2         | Yeonjung                                                | Khách mời tập 45 ngày 26/10, corner "M/V Story"                                                                                                 |
| 2016 | Taxi                                  | tvN          | Yeonjung                                                | Khách mời 2 tập đặc biệt 429 ngày 24/5 và 430 ngày 31/5, tổ chức guerilla concert tại sân khấu nổi Floating Stage ở Yeouido, Seoul, Hàn Quốc    |
| 2016 | Taxi                                  | tvN          | Yeonjung                                                | Khách mời tập 278 ngày 19/11 |
| 2016 | Immortal Song 2                       | KBS2         | Yeonjung                                                | Khách mời tập 255 [홍서범 (Hong Seo-beom) Special] ngày 11/6, biểu diễn bài "불놀이야" (It Is Fire Play) của OXEN'80 (옥슨80)                   |
| 2016 | Amigo TV                              | JTBC2        | Yeonjung                                                | Ngày 21/12 |
| 2016 | After School Club                     | Arirang TV   | Cả nhóm (trừ Yeonjung)                                  | Tập 203 |
| 2016 | After School Club                     | Arirang TV   | Cả nhóm (trừ Yeonjung)                                  | Tập 230 |
| 2016 | MV Bank Stardust 2                    | KBS          | Cả nhóm (trừ Yeonjung)                                  | — |
| 2016 | Fan Heart Attack                      | YinYueTai    | Cả nhóm (trừ Yeonjung)                                  | — |
| 2016 | Knowing Bros                          | JTBC         | Cả nhóm                                                 | Khách mời (Tập 16) |
| 2016 | King of Mask Singer                   | MBC          | Exy                                                     | Bình luận (Tập 51-52), Thí sinh (Tập 65) |
| 2016 | Weekly Idol                           | MBC Every 1  | Cả nhóm (trừ Yeonjung)                                  | Tập 243 |
| 2016 | Hello Counselor                       | KBS          | Dayoung                                                 | Khách mời (Tập 269) |
| 2016 | Running Man                           | SBS          | Eunseo                                                  | Khách mời (Tập 297-298) |
| 2016 | How to Eat and Live Well              | SBS          | Soobin                                                  | Khách mời (Tập 108) |
| 2016 | Would You Like Girls: My Cosmic Diary | Mnet         | Cả nhóm (trừ Yeonjung [tập 1-7]) (với Yeonjung [tập 8]) | — |
| 2016 | Happy Together                        | KBS          | Cheng Xiao                                              | Khách mời (Tập 457) |
| 2016 | Pitch King                            | SBS          | Cheng Xiao                                              | — |
| 2016 | Idol Star Athletics Championships XII | MBC          | Xuanyi, Bona, Exy, Eunseo, Cheng Xiao, Dayoung          | — |
| 2016 | Meet&Greet                            | Mnet         | Yeonjung                                                | — |
| 2017 | Law of the Jungle                     | SBS          | Cheng Xiao                                              | Khách mời (Tập 247-250) |
| 2017 | After School Club                     | Arirang TV   | Cả nhóm                                                 | Tập 246 |
| 2017 | Knowing Bros                          | JTBS         | Cả nhóm                                                 | Tập 59 |
| 2017 | Weekly Idol                           | MBC Every 1  | Cả nhóm                                                 | Tập 291 |
| 2017 | Hello Counselor                       | KBS          | Bona, Chengxiao                                         | — |
| 2017 | Lipstick Prince                       | Tencent      | Bona, Chengxiao, Exy, Luda, Dayoung, Eunseo             | Tập 12 |
| 2018 | Visiting Teacher                      | Mnet         | Luda                                                    | — |
| 2018 | Two Yoo project sugarman 2            | JTBC         | Cả nhóm                                                 | — |
| 2018 | Real Men 300                          | MBC          | Eunseo                                                  | — |
| 2018 | After School Club                     | Arirang TV   | Cả nhóm                                                 | Tập 308 |
| 2018 | Knowing Bros                          | JTBC         | Dayoung                                                 | Tập 128 |
| 2018 | Hello Counselor                       | KBS          | Bona, Luda                                              | — |
| 2018 | Idol Master                           | KBS          | Cả nhóm (trừ Cheng Xiao, Meiqi, Xuanyi)                 | — |
| 2018 | A Song For You 5                      | KBS          | Cả nhóm (trừ Cheng Xiao, Meiqi, Xuanyi)                 | Tập 2 |
| 2018 | I'm Celuv                             | CeluvTV      | Seola, Soobin, Luda, Yeoreum, YeonJung                  | — |
| 2018 | My Mad Beauty Diary                   | JTBC4        | Seola, Soobin, Dawon                                    | — |
| 2018 | Hello Counselor                       | KBS          | Seola                                                   | Tập 367 |
| 2018 | Hello Counselor                       | KBS          | Bona, Yeonjung, Chengxiao                               | |
| 2018 | Music bank                            | KBS2         | Bona                                                    | MC đặc biệt |
| 2018 | Idol Room                             | JTBC         | Cả nhóm (trừ Cheng Xiao, Meiqi, Xuanyi)                 | Tập 21 |
| 2018 | Minh nhật chi tử mùa 2                | Tencent      | Xuanyi                                                  | Khách mời tập 8 |
| 2018 | Minh nhật chi tử mùa 2                | Tencent      | Meiqi                                                   | Khách mời tập 9 |
| 2018 | Super Nova Games                      | Tencent      | Xuanyi, Meiqi                                           | Khách mời |
| 2018 | Anh trai đừng ồn nữa                  | Mango TV     | Xuanyi                                                  | Khách mời tập 12, 13 |
| 2018 | Gặp được em, thật tốt                 | CCTV         | Xuanyi                                                  | Quan sát viên MC Bình luận |
| 2019 | Weekly Idol                           | MBC Every 1  | Cả nhóm (trừ Cheng Xiao, Meiqi, Xuanyi)                 | Tập 390, 411, 433 |
| 2019 | Amazing Saturday                      | tVN          | Dayoung, Luda                                           | Tập 41 |
| 2019 | Battle Trip                           | KBS World    | Bona, Dayoung                                           | — |
| 2019 | Star Road                             | V Live       | Cả nhóm (trừ Cheng Xiao, Meiqi, Xuanyi)                 | — |
| 2019 | Radio Star                            | MBC          | Bona                                                    | — |
| 2019 | One pick road                         | Olive        | Exy                                                     | — |
| 2019 | ADARITV                               | Mnet         | Dayoung                                                 | — |
| 2019 | After school club                     | Arirang TV   | Cả nhóm (trừ Cheng Xiao, Meiqi, Xuanyi)                 | — |
| 2019 | Hello Counselor                       | KBS          | Bona, Seola                                             | Tập 416 |
| 2019 | Amazing Saturday                      | tVN          | Luda                                                    | — |
| 2019 | King of Masked Singer                 | MBC          | Exy, Soobin                                             | Tập 213 |
| 2019 | Minh nhật chi tử mùa 3                | Tencent      | Meiqi                                                   | Tinh thôi quan |
| 2019 | Run. Wav                              | JTBC2        | Cả nhóm (trừ Cheng Xiao, Meiqi, Xuanyi)                 | Tập 2 |
| 2019 | Idol Room                             | JTBC         | Bona                                                    | — |
| 2020 | Tung hoành ngang dọc tuổi 20          | Tencent      | Meiqi, Xuanyi                                           | — |
| 2020 | Happy Camp                            | Mango TV     | Xuanyi                                                  | Tập ngày 19 tháng 1 |
| 2020 | Happy Camp                            | Mango TV     | Xuanyi                                                  | Tập ngày 18 tháng 4 |

## Giải thưởng và đề cử

### Asia Artist Awards
| Năm  | Đề cử / Tác phẩm | Giải thưởng                            | Kết quả   |
| ---- | ---------------- | -------------------------------------- | --------- |
| 2016 | Cosmic Girls     | Most Popular Artists (Singer) - Top 50 | 48th      |
| 2016 | Cosmic Girls     | Rising Star Award                      | Đoạt giải |
| 2017 | Cosmic Girls     | Most Popular Artists (Singer) - Top 50 | Đề cử     |

### Mnet Asian Music Awards
| Năm  | Đề cử / Tác phẩm | Giải thưởng                       | Kết quả |
| ---- | ---------------- | --------------------------------- | ------- |
| 2016 | Cosmic Girls     | Best New Artist (Female Group)    | Đề cử   |
| 2016 | Cosmic Girls     | HotelsCombined Artist of the Year | Đề cử   |

### Melon Music Awards
| Năm  | Đề cử / Tác phẩm | Giải thưởng     | Kết quả |
| ---- | ---------------- | --------------- | ------- |
| 2016 | Cosmic Girls)    | Best New Artist | Đề cử   |

### Golden Disc Awards
| Năm  | Đề cử / Tác phẩm | Giải thưởng            | Kết quả |
| ---- | ---------------- | ---------------------- | ------- |
| 2017 | Cosmic Girls     | New Artist of the Year | Đề cử   |

### Seoul Music Awards
| Năm  | Đề cử / Tác phẩm | Giải thưởng         | Kết quả   |
| ---- | ---------------- | ------------------- | --------- |
| 2017 | Cosmic Girls     | EPK Discovery Award | Đoạt giải |

### Korean Entertainment Arts Awards
| Năm  | Đề cử / Tác phẩm | Giải thưởng      | Kết quả   |
| ---- | ---------------- | ---------------- | --------- |
| 2017 | Cosmic Girls     | New Artist Award | Đoạt giải |

### Soribada Best K-Music Awards
| Năm  | Đề cử / Tác phẩm | Giải thưởng           | Kết quả   |
| ---- | ---------------- | --------------------- | --------- |
| 2017 | Cosmic Girls     | Rising Hot Star Award | Đoạt giải |

### StarHub Night of Stars
| Năm  | Đề cử / Tác phẩm    | Giải thưởng                        | Kết quả   |
| ---- | ------------------- | ---------------------------------- | --------- |
| 2018 | WJSN (Cosmic Girls) | Most Charismatic Performance Award | Đoạt giải |

### V LiveAwards
| Năm  | Đề cử / Tác phẩm    | Giải thưởng   | Kết quả   |
| ---- | ------------------- | ------------- | --------- |
| 2019 | WJSN (Cosmic Girls) | Artist Top 10 | Đoạt giải |

## Chương trình âm nhạc

### The Show
| Năm  | Ngày        | Bài hát             | Điểm |
| ---- | ----------- | ------------------- | ---- |
| 2018 | 2 tháng 10  | "SAVE ME, SAVE YOU" | 8790 |
| 2019 | 11 tháng 6  | "Boogie Up"         | 7460 |
| 2019 | 18 tháng 6  | "Boogie Up"         | 7210 |
| 2019 | 26 tháng 11 | "As You Wish"       | 7370 |
| 2020 | 16 tháng 6  | "BUTTERFLY"         | 8100 |
| 2021 | 6 tháng 4   | "UNNATURAL"         | 7810 |

### Show Champion
| Năm  | Ngày       | Bài hát     |
| ---- | ---------- | ----------- |
| 2019 | 19 tháng 6 | "Boogie Up" |

### M Countdown
| Năm  | Ngày       | Bài hát     | Điểm |
| ---- | ---------- | ----------- | ---- |
| 2019 | 13 tháng 6 | "Boogie Up" | 6615 |
| 2020 | 18 tháng 6 | "BUTTERFLY" | 9235 |